# Лебединский, Николай Аркадьевич
Никола́й Арка́дьевич Лебеди́нский (1911, Красное Село — 1940) — советский топограф, участник арктических зимовок и экспедиций.

## Биография
Николай Лебединский родился в 1911 году в Петербургской губернии в городе Красное Село (ныне муниципальное образование в составе Красносельского района Санкт-Петербурга). Отец — Аркадий Лебединский — был железнодорожным служащим и часто по работе переезжал по Ленинградской области с места на место. Так Николай переехал со своей семьёй сначала в Ораниенбаум (ныне Ломоносов), а после — в Петергоф.
Несмотря на то, что в детстве умеющий неплохо рисовать и обладающий хорошим слухом и голосом Николай планировал поступать в консерваторию, выбор его пал на Ленинградский топографический техникум, куда Лебединский поступил в 1929 году. Техникум Николай Аркадьевич закончил в 1932 году, по специальности фотогеодезии. Работать топографом он начал ещё во время учёбы, успев до призыва в ряды Красной Армии побывать в Туле, на строительстве Беломорканала в Карелии и на Алтае.

В ходе прохождения воинской службы начинающий топограф занимался полевыми и лабораторными работами по своей специальности в составе топографо-геодезического отряда штаба Ленинградского военного округа. Демобилизовался в 1936 году, после чего какое-то время работал фотограмметристом от Главного управления Северного морского пути. В июне 1937 года Николай Аркадьевич Лебединский принял в качестве топографа участие в экспедиции к Новосибирским островам на пароходе ледокольного типа «Георгий Седов». У Новосибирских островов Лебединский проводил мензульную съемку масштаба 1:100 000 у южного побережья острова Котельный. Из-за плохих погодных и ледовых условий план по съёмке выполнить не удалось, о чём начальник экспедиции — В. И. Воробьёв написал в характеристике Лебединского: 
«… хотя порученное по плану задание т. Лебединским Н. А. не удалось выполнить, но невыполнение плана произошло по независящим от т. Лебединского объективным причинам ... со своей же стороны т. Лебединский Н. А. проявил достаточное упорство и настойчивость в преодолении трудностей и, несмотря на недостаточное количество рабочих в составе топографической партии, заснял за месячный срок пребывания на берегу 85 км побережья»
Конец 1937 года Николай Лебединский встретил в море Лаптевых во время зимовки на ледокольком пароходе «Садко». Зимовка продолжалась до мая 1938 года, пока экипаж парохода вместе с Лебединским не был вывезен на континент самолётом полярного лётчика, героя Советского Союза Анатолия Алексеева.
На континенте Николай Аркадьевич задержался ненадолго и уже в мае следующего года вошёл в состав гидрографической экспедиции Якова Смирницкого и Георгия Ратманова на ледокольном пароходе «Малыгин», под командованием Николая Васильевича Бердникова. Экспедиция прошла успешно, всего за одну навигацию «Малыгин» прошёл с запада на восток по Северному морскому пути, закончив своё плавание во Владивостоке.
В 1940 году Лебединский в составе той же экспедиции занимался топографическими работами в Чукотском и Восточно-Сибирском морях. 23 октября 1940 года, когда запланированные экспедицией работы были выполнены, «Малыгин» с 85 людьми на борту выплыл из Провидения во Владивосток. Спустя четыре дня, 27 октября, находящийся в Беринговом море «Малыгин» подал сигнал бедствия, принятый радиостанцией в Петропавловске-Камчатском. Пароход попал в сильный шторм и получил серьёзные повреждения, потеряв помимо всего прочего все необходимые для спасения средства. В кочегарку парохода попало большое количество воды, и ночью 28 октября он затонул у восточного побережья Камчатки. Погибли все, кто находился на борту, в том числе и сам Лебединский.
В связи с отсутствием выживших, подробности кораблекрушения неизвестны. Судя по поступившим с судна радиосообщениям, сильный штормовой ветер снёс с «Малыгина» заглушку угольной ямы. Неисправность была замечена и устранена слишком поздно, когда в кочегарку уже успело попасть слишком много воды, вызвавшей сильный крен. Ночью крен резко увеличился, и пароход затонул. Поиски «Малыгина» шли около месяца, но единственное, что смогли найти спасатели — небольшой плотик, на котором был закреплён портфель Якова Смирницкого с документами экспедиции.
В 1942 году в его честь был назван мыс на острове Котельный в бухте Смирницкого, где Лебединский работал.